# 黑文鎮區 (北達科他州福斯特縣)
黑文鎮區（英語：Haven Township）是位於美國北達科他州福斯特縣的一個鎮區。

## 地方資料
黑文鎮區的面積為93.02平方千米，當中陸地面積為91.40平方千米，而水域面積為1.62平方千米。根據2020年美國人口普查的數據，當地共有人口36人，而人口密度為每平方千米0.39人。